# 国際連合安全保障理事会決議の一覧 (901-1000)
| 決議 | 日付           | 投票        | 備考                                                                                     | 文書リンク                                   |
| --- | -------------- | ----------- | ---------------------------------------------------------------------------------------- | -------------------------------------------- |
| 1994年安全保障理事会理事国 · 中国 フランス ロシア イギリス アメリカ合衆国 · アルゼンチン ブラジル チェコ ジブチ スペイン ナイジェリア ニュージーランド オマーン パキスタン ルワンダ |                |             |                                                                                          |                                              |
| 901 | 1994年3月4日   | 全会一致    | 国際連合グルジア監視団の活動期限延長                                                     | 原文 ウィキソース(英語)                      |
| 902 | 1994年3月11日  | 全会一致    | キプロスのヴァローシャとニコシア国際空港に関する信頼醸成措置に関する合意                 | 原文 ウィキソース(英語)                      |
| 903 | 1994年3月16日  | 全会一致    | 第二次国際連合アンゴラ検証団の活動期限延長                                               | 原文 ウィキソース(英語)                      |
| 904 | 1994年3月18日  | 無投票採択  | マクペラの洞窟虐殺事件を非難                                                             | 原文 ウィキソース(英語)                      |
| 905 | 1994年3月23日  | 全会一致    | 国際連合ハイチ・ミッションの活動期限延長                                                 | 原文 ウィキソース(英語)                      |
| 906 | 1994年3月25日  | 全会一致    | 国際連合グルジア監視団の活動期限延長。アブハジア紛争の政治的解決                         | 原文 ウィキソース(英語)                      |
| 907 | 1994年3月29日  | 全会一致    | 西サハラの独立を問う国民投票の実施について                                               | 原文 ウィキソース(英語)                      |
| 908 | 1994年3月31日  | 全会一致    | 国際連合保護軍の活動期限延長、増員                                                       | 原文 ウィキソース(英語)                      |
| 909 | 1994年4月5日   | 全会一致    | 国際連合ルワンダ支援団の活動期限延長、アルーシャ平和協定の実施                           | 原文 ウィキソース(英語)                      |
| 910 | 1994年4月14日  | 全会一致    | 国連調査チームリビア派遣について、リビアに対する制裁決議748の例外とする                  | 原文 ウィキソース(英語)                      |
| 911 | 1994年4月21日  | 全会一致    | 国際連合リベリア監視団の活動期限延長、平和協定の実施                                     | 原文 ウィキソース(英語)                      |
| 912 | 1994年4月21日  | 全会一致    | ルワンダ情勢を踏まえて、国際連合ルワンダ支援団の活動内容調整                             | 原文 ウィキソース(英語)                      |
| 913 | 1994年4月22日  | 全会一致    | ボスニア・ヘルツェゴヴィナ、特にゴラジュデ安全地帯の情勢の政治的解決について             | 原文 ウィキソース(英語)                      |
| 914 | 1994年4月27日  | 全会一致    | 国際連合保護軍の増員                                                                     | 原文 ウィキソース(英語)                      |
| 915 | 1994年5月4日   | 全会一致    | 国際連合アオゾウ帯監視団の設立について                                                   | 原文 ウィキソース(英語)                      |
| 916 | 1994年5月5日   | 全会一致    | 国際連合モザンビーク活動の活動期限延長、平和協定の実施                                   | 原文 ウィキソース(英語)                      |
| 917 | 1994年5月6日   | 全会一致    | 大統領帰国、民政以降までのハイチに対する制裁                                             | 原文 ウィキソース(英語)                      |
| 918 | 1994年5月17日  | 無投票採択  | 国際連合ルワンダ支援団の任務拡大とルワンダに対する武器輸出禁止                           | 原文 ウィキソース(英語)                      |
| 919 | 1994年5月25日  | 全会一致    | 南アフリカに対する制裁解除                                                               | 原文 ウィキソース(英語)                      |
| 920 | 1994年5月26日  | 全会一致    | 国際連合エルサルバドル監視団の活動期限延長、平和協定の実施                               | 原文 ウィキソース(英語)                      |
| 921 | 1994年5月26日  | 全会一致    | 国際連合兵力引き離し監視軍の活動期限延長                                                 | 原文 ウィキソース(英語)                      |
| 922 | 1994年5月31日  | 全会一致    | 第二次国際連合アンゴラ検証団の活動期限延長                                               | 原文 ウィキソース(英語)                      |
| 923 | 1994年5月31日  | 全会一致    | 第二次国際連合ソマリア活動の活動期限延長                                                 | 原文 ウィキソース(英語)                      |
| 924 | 1994年6月1日   | 全会一致    | イエメン内戦の停戦呼びかけ                                                               | 原文 ウィキソース(英語)                      |
| 925 | 1994年6月8日   | 全会一致    | 国際連合ルワンダ支援団の活動期限延長、2大隊を追加配備                                    | 原文 ウィキソース(英語)                      |
| 926 | 1994年6月13日  | 全会一致    | 国際連合アオゾウ帯監視団の終了                                                           | 原文 ウィキソース(英語)                      |
| 927 | 1994年6月15日  | 全会一致    | 国際連合キプロス平和維持軍の活動期限延長                                                 | 原文 ウィキソース(英語)                      |
| 928 | 1994年6月20日  | 全会一致    | 国際連合ウガンダ・ルワンダ監視団の活動期限延長                                           | 原文 ウィキソース(英語)                      |
| 929 | 1994年6月22日  | 採決 10-0-5 | ルワンダにおける人道支援のための多国籍軍派遣                                             | 原文 ウィキソース(英語)                      |
| 930 | 1994年6月27日  | 全会一致    | 南アフリカ選挙国際監視団の終了                                                           | 原文 ウィキソース(英語)                      |
| 931 | 1994年6月29日  | 全会一致    | イエメン内戦の停戦について                                                               | 原文 ウィキソース(英語)                      |
| 932 | 1994年6月30日  | 全会一致    | 第二次国際連合アンゴラ検証団の活動期限延長                                               | 原文 ウィキソース(英語)                      |
| 933 | 1994年6月30日  | 全会一致    | 国際連合ハイチ・ミッションの活動期限延長                                                 | 原文 ウィキソース(英語)                      |
| 934 | 1994年6月30日  | 全会一致    | 国際連合グルジア監視団の活動期限延長                                                     | 原文 ウィキソース(英語)                      |
| 935 | 1994年7月1日   | 全会一致    | ルワンダ虐殺の調査委員会設立を事務総長へ要請                                             | 原文 ウィキソース(英語)                      |
| 936 | 1994年7月8日   | 全会一致    | 旧ユーゴスラビア国際戦犯法廷の検察官任命                                                 | 原文 ウィキソース(英語)                      |
| 937 | 1994年7月21日  | 採決 14-0-0 | 国際連合グルジア監視団の活動期限延長とCIS平和維持軍との協力                              | 原文 ウィキソース(英語)                      |
| 938 | 1994年7月28日  | 採決 14-0-0 | 国際連合レバノン暫定駐留軍の活動期限延長                                                 | 原文 ウィキソース(英語)                      |
| 939 | 1994年7月29日  | 採決 14-0-0 | キプロス紛争の解決、信頼醸成措置                                                         | 原文 ウィキソース(英語)                      |
| 940 | 1994年7月31日  | 採決 12-0-2 | 国際連合ハイチ・ミッションの活動期限延長、多国籍軍による武力行使容認                     | 原文 ウィキソース(英語)                      |
| 941 | 1994年9月23日  | 全会一致    | ボスニア・ヘルツェゴヴィナのバニャ・ルカ、ビイェリナなどで行われた国際人道法違反について | 原文 ウィキソース(英語)                      |
| 942 | 1994年9月23日  | 採決 14-0-1 | ボスニア・ヘルツェゴヴィナのセルビア人勢力下にある安全地帯に対する強化                   | 原文 ウィキソース(英語)                      |
| 943 | 1994年9月23日  | 採決 11-2-2 | 人道支援を除くボスニア・ヘルツェゴヴィナとユーゴスラビアの国境封鎖                       | 原文 ウィキソース(英語)                      |
| 944 | 1994年9月29日  | 採決 13-0-2 | 大統領帰国次第、ハイチに対する制裁解除                                                   | 原文 ウィキソース(英語)                      |
| 945 | 1994年9月29日  | 全会一致    | 第二次国際連合アンゴラ検証団の活動期限延長                                               | 原文 ウィキソース(英語)                      |
| 946 | 1994年9月30日  | 採決 14-0-1 | 第二次国際連合ソマリア活動の活動期限延長                                                 | 原文 ウィキソース(英語)                      |
| 947 | 1994年9月30日  | 全会一致    | 国際連合保護軍の活動期限延長                                                             | 原文 ウィキソース(英語)                      |
| 948 | 1994年10月15日 | 採決 14-0-1 | ハイチの民政復帰、大統領帰国、制裁解除                                                   | 原文 ウィキソース(英語)                      |
| 949 | 1994年10月15日 | 全会一致    | イラクに対してクウェート国境からの撤退を要求                                             | 原文 ウィキソース(英語)                      |
| 950 | 1994年10月21日 | 全会一致    | 国際連合リベリア監視団の活動期限延長                                                     | 原文 ウィキソース(英語)                      |
| 951 | 1994年10月21日 | 無投票採択  | 死去により欠員となった国際司法裁判所判事を補充する選挙の期日決定                         | 原文 ウィキソース(英語)                      |
| 952 | 1994年10月27日 | 全会一致    | 第二次国際連合アンゴラ検証団の活動期限延長                                               | 原文 ウィキソース(英語)                      |
| 953 | 1994年10月31日 | 全会一致    | 第二次国際連合ソマリア活動の活動期限延長                                                 | 原文 ウィキソース(英語)                      |
| 954 | 1994年11月4日  | 全会一致    | 第二次国際連合ソマリア活動は1995年3月31日をもって終了。撤収                              | 原文 ウィキソース(英語)                      |
| 955 | 1994年11月8日  | 採決 13-1-1 | ルワンダ国際戦犯法廷の設置について                                                       | 原文 ウィキソース(英語)                      |
| 956 | 1994年11月10日 | 全会一致    | パラオの信託統治終了について                                                             | 原文 ウィキソース(英語)                      |
| 957 | 1994年11月15日 | 全会一致    | 国際連合モザンビーク活動の活動期限を新政権立ち上がりまで延長                             | 原文 ウィキソース(英語)                      |
| 958 | 1994年11月19日 | 全会一致    | 国際連合保護軍のクロアチアにおける武力行使容認                                           | 原文 ウィキソース(英語)                      |
| 959 | 1994年11月19日 | 全会一致    | 国際連合保護軍のボスニア・ヘルツェゴヴィナの安全地帯における取り組みについて             | 原文 ウィキソース(英語)                      |
| 960 | 1994年11月21日 | 全会一致    | モザンビークの選挙結果の支持                                                             | 原文 ウィキソース(英語)                      |
| 961 | 1994年11月23日 | 全会一致    | 国際連合エルサルバドル監視団の最後の活動期限延長                                         | 原文 ウィキソース(英語)                      |
| 962 | 1994年11月29日 | 全会一致    | 国際連合保護軍の活動期限延長                                                             | 原文 ウィキソース(英語)                      |
| 963 | 1994年11月29日 | 全会一致    | パラオの加盟について                                                                     | 原文 ウィキソース(英語) ウィキソース日本語訳 |
| 964 | 1994年11月29日 | 採決 13-0-2 | 国際連合ハイチ・ミッションの先遣隊派遣                                                   | 原文 ウィキソース(英語)                      |
| 965 | 1994年11月30日 | 全会一致    | 国際連合ルワンダ支援団の活動期限延長                                                     | 原文 ウィキソース(英語)                      |
| 966 | 1994年12月8日  | 全会一致    | 第二次国際連合アンゴラ検証団の活動期限延長                                               | 原文 ウィキソース(英語)                      |
| 967 | 1994年12月14日 | 全会一致    | 決議採択から30日間のユーゴスラビアからのジフテリア血清輸出制限を解除                     | 原文 ウィキソース(英語)                      |
| 968 | 1994年12月16日 | 全会一致    | 国際連合タジキスタン監視団の設立について                                                 | 原文 ウィキソース(英語)                      |
| 969 | 1994年12月21日 | 全会一致    | 国際連合キプロス平和維持軍の活動期限延長                                                 | 原文 ウィキソース(英語)                      |
| 1995年安全保障理事会理事国 · 中国 フランス ロシア イギリス アメリカ合衆国 · アルゼンチン ボツワナ チェコ ドイツ ホンジュラス インドネシア イタリア ナイジェリア オマーン ルワンダ   |                |             |                                                                                          |                                              |
| 970 | 1995年1月12日  | 採決 14-0-1 | 人道支援物資を除くボスニア・ヘルツェゴヴィナとユーゴスラビアの国境封鎖                   | 原文 ウィキソース(英語)                      |
| 971 | 1995年1月12日  | 全会一致    | 国際連合グルジア監視団の活動期限延長                                                     | 原文 ウィキソース(英語)                      |
| 972 | 1995年1月13日  | 全会一致    | 国際連合リベリア監視団の活動期限延長                                                     | 原文 ウィキソース(英語)                      |
| 973 | 1995年1月13日  | 全会一致    | 国際連合西サハラ住民投票ミッションの活動期限延長                                         | 原文 ウィキソース(英語)                      |
| 974 | 1995年1月30日  | 全会一致    | 国際連合レバノン暫定駐留軍の活動期限延長                                                 | 原文 ウィキソース(英語)                      |
| 975 | 1995年1月30日  | 採決 14-0-1 | 国際連合ハイチ・ミッションの活動期限延長、多国籍軍からの責任移譲                         | 原文 ウィキソース(英語)                      |
| 976 | 1995年2月8日   | 全会一致    | 第三次国際連合アンゴラ検証団の設置について                                               | 原文 ウィキソース(英語)                      |
| 977 | 1995年2月22日  | 全会一致    | ルワンダ国際戦犯法廷の所在地をタンザニアのアルーシャに決定                               | 原文 ウィキソース(英語)                      |
| 978 | 1995年2月27日  | 全会一致    | ルワンダ国際戦犯法廷管轄の被疑者の逮捕と拘留について                                     | 原文 ウィキソース(英語)                      |
| 979 | 1995年3月9日   | 無投票採択  | 死去により欠員となった国際司法裁判所判事を補充する選挙の期日決定                         | 原文 ウィキソース(英語)                      |
| 980 | 1995年3月22日  | 無投票採択  | 辞任により欠員となった国際司法裁判所判事を補充する選挙の期日決定                         | 原文 ウィキソース(英語)                      |
| 981 | 1995年3月31日  | 全会一致    | 国際連合クロアチア信頼回復活動の設置について                                             | 原文 ウィキソース(英語)                      |
| 982 | 1995年3月31日  | 全会一致    | 国際連合保護軍の活動期限延長                                                             | 原文 ウィキソース(英語)                      |
| 983 | 1995年3月31日  | 全会一致    | 国際連合予防展開軍の設置について                                                         | 原文 ウィキソース(英語)                      |
| 984 | 1995年4月11日  | 全会一致    | 核兵器不拡散条約の非核兵器国締約国に対する核兵器使用についての安全保障                   | 原文 ウィキソース(英語)                      |
| 985 | 1995年4月13日  | 全会一致    | 国際連合リベリア監視団の活動期限延長、武器輸出禁止に関する委員会の設置                   | 原文 ウィキソース(英語)                      |
| 986 | 1995年4月14日  | 全会一致    | イラクに対する人道支援のため、石油、石油精製品の禁輸一時解除。石油食料交換プログラム     | 原文 ウィキソース(英語)                      |
| 987 | 1995年4月19日  | 全会一致    | 国際連合保護軍の安全確保について                                                         | 原文 ウィキソース(英語)                      |
| 988 | 1995年4月21日  | 採決 13-0-2 | ユーゴスラビアに対する一部制裁解除の延長                                                 | 原文 ウィキソース(英語)                      |
| 989 | 1995年4月24日  | 全会一致    | ルワンダ国際戦犯法廷の判事候補                                                           | 原文 ウィキソース(英語)                      |
| 990 | 1995年4月28日  | 全会一致    | 国際連合クロアチア信頼回復活動のクロアチア配備                                           | 原文 ウィキソース(英語)                      |
| 991 | 1995年4月28日  | 全会一致    | 国際連合エルサルバドル監視団の終了                                                       | 原文 ウィキソース(英語)                      |
| 992 | 1995年5月11日  | 全会一致    | ドナウ川の航行の自由について                                                             | 原文 ウィキソース(英語)                      |
| 993 | 1995年5月12日  | 全会一致    | 国際連合グルジア監視団の活動期限延長                                                     | 原文 ウィキソース(英語)                      |
| 994 | 1995年5月17日  | 全会一致    | クロアチア分離地域からのクロアチア政府軍撤退と国際連合クロアチア信頼回復活動の展開       | 原文 ウィキソース(英語)                      |
| 995 | 1995年5月26日  | 全会一致    | 国際連合西サハラ住民投票ミッションの活動期限延長                                         | 原文 ウィキソース(英語)                      |
| 996 | 1995年5月30日  | 全会一致    | 国際連合保護軍の活動期限延長                                                             | 原文 ウィキソース(英語)                      |
| 997 | 1995年6月9日   | 全会一致    | 国際連合ルワンダ支援団の活動期限延長                                                     | 原文 ウィキソース(英語)                      |
| 998 | 1995年6月16日  | 採決 13-0-2 | 国際連合保護軍の迅速な対応能力の確立                                                     | 原文 ウィキソース(英語)                      |
| 999 | 1995年6月16日  | 全会一致    | 国際連合タジキスタン監視団の活動期限延長                                                 | 原文 ウィキソース(英語)                      |
| 1000 | 1995年6月23日  | 全会一致    | 国際連合キプロス平和維持軍の活動期限延長                                                 | 原文 ウィキソース(英語)                      |